# Allodole sul filo
Allodole sul filo (Skrivánci na niti) è un film del 1990 diretto da Jiří Menzel.
Il film fu iniziato nel 1968 durante la primavera di Praga, terminato dopo la restaurazione sovietica e infine proibito; riemerse nel 1989 e conquistò l'Orso d'Oro al festival di Berlino.

## Trama
Nei primi anni '50, in un impianto siderurgico, uomini di vari strati sociali della borghesia ceca e ragazze che hanno tentato di espatriare clandestinamente vengono "rieducati" attraverso un duro lavoro manuale in un deposito di rottami.
I contatti tra i due gruppi sono vietati, ma la volontaria distrazione della giovane guardia incaricata di sorvegliarli permette che nasca un amore tra un giovane cuoco e una detenuta. I due, in attesa che termini la reclusione della giovane, si sposano per procura. Ma la loro attesa sarà più lunga del previsto: la liberazione della ragazza coincide con la condanna del marito ai lavori forzati in miniera.